# Henri Martineau des Chesnez
Pour les articles homonymes, voir Martineau et Martineau des Chesnez.
Ne doit pas être confondu avec Henri Martineau.
Henri Edmé Marie Martineau des Chesnez (Paris, 23 mai 1816 - Rueil, 21 décembre 1904), est un officier de marine français.

## Biographie
Fils de François Martineau des Chesnez, maître des requêtes au Conseil d’État, il entre à l'École navale en novembre 1832 et en sort aspirant de 2e classe en octobre 1833. Il sert alors à la station du Brésil sur l'Hermione.
Aspirant de 1re classe (novembre 1835), il embarque sur l'Ariane dans le Pacifique puis passe sur l'Hercule en escadre d'évolutions (1837). Enseigne de vaisseau (août 1839), il sert sur l'Oise puis participe sur l'Érigone à une longue campagne dans l'océan Indien et dans les mers de Chine (1842-1844) durant laquelle il est nommé lieutenant de vaisseau (novembre 1843).
Sur la Prévoyante à la station d'Islande (1846-1848), il devient second du Griffon puis sert comme aide de camp du préfet maritime de Cherbourg (1849) avant de devenir le commandant du Lévrier en mer du Nord pour y surveiller les pêches. En 1851, il commande le Favori à la station de Granville puis d'Islande et est promu capitaine de frégate en août 1854.
Commandant de l'Aigle dans l'escadre de la Baltique sous les ordres du contre-amiral Charles Penaud, il participe au bombardement de Bomarsund et devient second du Jean Bart (1855-1856) en Crimée avant d'être nommé en Extrême-Orient où il commande de 1856 à 1860 la Meurthe, le Catinat puis le Marceau.
Membre de la commission mixte devant administrer la ville de Canton, commissaire du gouvernement, il est nommé capitaine de vaisseau en mars 1861. Directeur des mouvements du ports de Cherbourg, il commande en 1862 le nouveau cuirassé Solferino en escadre d'évolutions puis la Cordelière à la division du Pacifique (1863-1866) et participe aux opérations sur les côtes du Mexique dont à l'attaque de Mazatlan.
Major général à Cherbourg (1866), il dirige l'armement de la corvette cuirassée Jeanne d'Arc dont il prend le commandement (1868) puis commande la frégate cuirassée Flandre (1869) et le vaisseau Océan (1870).
Contre-amiral (janvier 1871), directeur du personnel au ministère de la Marine (mars 1871-mars 1881) bien qu'il ait atteint la limite d'age en mai 1878, il y développe et perfectionne les écoles des équipages de la flotte. En désaccord avec le ministre Georges Cloué, il démissionne en mars 1881.

## Récompenses et distinctions
- Chevalier (18 avril 1843), Officier (30 décembre 1858), Commandeur (25 juillet 1864) puis Grand officier de la Légion d'honneur (25 janvier 1877).